# Karl August Förster

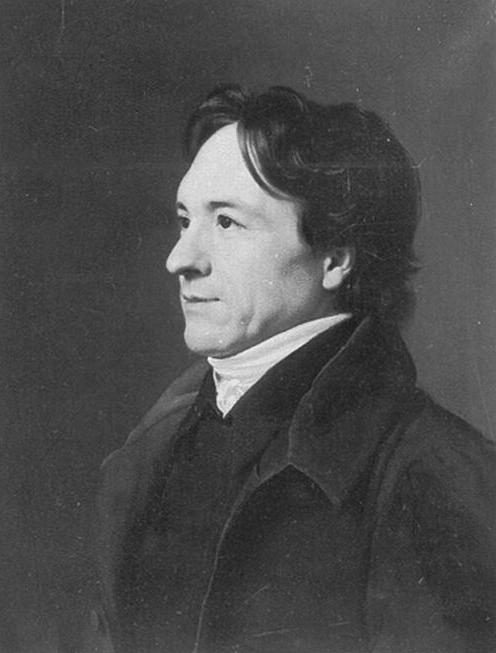
Karl August Förster in 1823

Karl August Förster (Naumburg an der Saale, 3 april 1784 - Dresden, 18 december 1841) was een Duitse dichter en vertaler.
Karl August Förster studeerde theologie in Leipzig vanaf 1800, werd universitair docent in 1806 en professor aan het Kadettenhaus in Dresden in 1807. In 1817 werd zijn dochter Marie Laura Förster geboren, die later schrijfster zou worden.

## Werk als vertaler
Förster publiceerde eerst een vertaling van Petrarca's gedichten (1818-1819), die tot in de 20e eeuw een groot aantal malen herdrukt werd. Vertalingen van werk van Torquato Tasso en Dante Alighieri volgden. Zijn schets van de algemene geschiedenis van de literatuur (1827-1830) bleef onvoltooid. De door Wilhelm Müller begonnen Bibliothek deutscher Dichter des siebzehnten Jahrhunderts werd door hem voortgezet en in 1838 afgesloten met het 14e deel.

## Werk als dichter
Försters eigen gedichten verschenen na zijn dood met een voorwoord van Ludwig Tieck. Een aantal van zijn gedichten werd op muziek gezet door bekende componisten als Carl Maria von Weber, Hans Pfitzner en Arnold Schönberg.
Förster behoorde tot de Dresdner Liederkreis.
- CiNii: DA07728338
- Gemeinsame Normdatei: 116642955
- International Standard Name Identifier: 0000 0000 8378 6301
- Library of Congress Control Number: nr99010369
- Nationale Bibliotheek van Tsjechië: jx20110127010
- Nationale bibliotheek van Australië: 35129162
- Nationale Bibliotheek van Israël: 987007291182705171
- Nationale Bibliotheek van Polen: a0000003218003
- Nederlandse Thesaurus van Auteursnamen: 149778341
- Réseau des bibliothèques de Suisse occidentale: 02-A012849676
- Système universitaire de documentation: 171820207
- Trove: 835145
- Virtual International Authority File: 45059287
- WorldCat: E39PBJcwBkCgX9J3FMPYYPV6Kd